# Thỏ Argente Anh
Thỏ Agrente Anh (Argenté anglais) là một giống thỏ có nguồn gốc từ nước Anh qua quá trình lai tạo các giống thỏ nhà khác nhau. 

## Đặc điểm
Nó được đặc trưng bởi màu bạc xám. Đây là một trong những giống thỏ lâu đời, chúng được mô tả vào thế kỷ XVI. Chúng được lai tạo từ các giống thỏ thỏ ở Anh. Chúng là một con thỏ nhỏ có trọng lượng từ 2 đến 3 kg. Cơ thể nó như một đoạn ngắn và chắc nịch, với vai mạnh mẽ và hơi cong nhẹ, đôi mắt hơi nổi bật. Hai tai thẳng 8–10 cm. Bộ lông ngắn và dày, phát triển tốt.
Chúng là vật nuôi nhạy cảm với các yếu tố ngoại cảnh (chốn trạy, sợ tiếng động), khả năng thích ứng với môi trường kém. Nếu được chăm sóc tốt, chúng sẽ trở nên thân thiện và vui vẻ. Sống trong nhà chúng sẽ được an toàn hơn. Cần tránh tiếp xúc với các loài động vật khác, đặc biệt là chuột. Nếu ban ngày chúng ăn không hết thức ăn thì cần vét sạch máng, nếu thừa chuột sẽ lên ăn và cắn chết thỏ, nhất là thỏ con mới đẻ. Thỏ là loài gia súc yếu, sức đề kháng cơ thể kém, dễ cảm nhiễm các mầm bệnh và phát triển thành dịch, khi mắc bệnh chúng rất dễ chết.
Dạ dày chúng co giãn tốt nhưng co bóp yếu. Nhiều con bị chứng sâu răng hành hạ và có vấn đề về tiêu hóa. Chúng cũng bị mắc một số bệnh như bại huyết, ghẻ, cầu trùng, viêm ruột, do ăn thức ăn sạch sẽ, không bị nấm mốc. Nếu thấy chúng có hiện tượng phân hôi, nhão sau đó lỏng dần thấm dính đét lông quanh hậu môn, kém ăn, lờ đờ uống nước nhiều đó là bệnh tiêu chảy. Chúng hiếu động và ham chạy nhảy, sinh trưởng tốt, nuôi chúng không cần nhiều diện tích.

## Chăm sóc
Cho chúng ăn cà rốt có thể khiến chúng bị sâu răng, cũng như gây nên những vấn đề về sức khỏe khác. Cà rốt và táo chứa nhiều đường thực vật, chỉ nên cho thỏ ăn những loại này ít. Chúng thích cam thảo nhưng nó lại không tốt bởi thỏ không thể tiêu hóa đường. Chúng thông thường không ăn rau củ có rễ, ngũ cốc hoặc trái cây, đặc biệt là rau diếp. Nên cho thỏ ăn cỏ, cải lá xanh đậm như bắp cải, cải xoăn, bông cải xanh (phải rửa sạch).
Luôn có thức ăn xanh trong khi chăm sóc, lượng thức ăn xanh cho chúng luôn chiếm 90% tổng số thức ăn trong ngày. Có thể cho chúng ăn thêm thức ăn tinh bột, không được lạm dụng vì chúng sẽ dễ bị mắc bệnh về đường tiêu hóa dẫn đến chết. Nhiều người cho rằng thỏ không cần uống nước là sai. Thỏ chết không phải do uống nước hay ăn cỏ ướt mà vì uống phải nước bẩn và ăn rau bị nhiễm độc.